# Spugnole
Spugnole è una località del comune di Scarperia e San Piero.
Il piccolo borgo è situato sulla sinistra della Carza, su un'altura di 441 metri.

## Storia
Qui anticamente si trovava un castello degli Ubaldini, distrutto da Castruccio Castracani che, in tal modo, realizzava la sua vendetta contro Firenze. Del centro abitato si ha notizia sin dal 1066, anno al quale risale un atto di donazione che testimonia l'esistenza di una corte, un castello e tre chiese: san Bartolomeo, san Niccolò e santa Maria a Spugnole. Nel 1324 il castello fu ricostruito e dotato di sistemi difensivi per contrastare i soldati di Giovanni Oleggio. 
Resti della cinta muraria e delle torri di avvistamento si trovano negli edifici accanto alla chiesa e nelle case coloniche circostanti. 

## Monumenti e luoghi d'interesse
In questa località si trova la chiesa di San Niccolò, nelle cui vicinanze sorge una casa colonica, già villa dei Pepi di Firenze. Questa casa possiede un apprezzabile camino, alcune finestre in pietra e resti di capitelli murati nelle pareti. Inoltre, nei pressi della chiesa, si trova la Villa medicea del Trebbio.
Nel 2017 l'antico borgo adiacente alla chiesa, denominato "Le Capannine", semi-abitato dal 2010, è stato ripolato grazie ad un progetto di coresidenza rurale.